# Janów (gromada w powiecie sokólskim)
Janów – dawna gromada, czyli najmniejsza jednostka podziału terytorialnego Polskiej Rzeczypospolitej Ludowej w latach 1954–1972.
Gromady, z gromadzkimi radami narodowymi (GRN) jako organami władzy najniższego stopnia na wsi, funkcjonowały od reformy reorganizującej administrację wiejską przeprowadzonej jesienią 1954 do momentu ich zniesienia z dniem 1 stycznia 1973, tym samym wypierając organizację gminną w latach 1954–1972.
Gromadę Janów z siedzibą GRN w Janowie utworzono – jako jedną z 8759 gromad – w powiecie sokólskim w woj. białostockim, na mocy uchwały nr 22/V WRN w Białymstoku z dnia 4 października 1954. W skład jednostki weszły obszary dotychczasowych gromad Janów, Jesionowa Dolina, Nowy Janów, Chorążycha, Trofimówka, Wasilówka, Kumiałka i Skidlewo ze zniesionej gminy Janów w tymże powiecie. Dla gromady ustalono 16 członków gromadzkiej rady narodowej.
1 stycznia 1958 do gromady Janów przyłączono część obszaru zniesionej gromady Zabrodzie (wieś Franckowa Buda) oraz część obszaru zniesionej gromady Kuplisk (wsie Marchelówka i Nowokolno oraz kolonię Kamienica).
31 grudnia 1959 do gromady Janów przyłączono wsie Przystawka, Sitawka i Rudawka oraz kolonię Podrudawka ze zniesionej gromady Teolin oraz wsie Krasne, Cieśnisk Wielki, Cieśnisk Mały, Szczuki, Budno i Gabrylewszczyzna, kolonie Zielony Gaj, Podbudno, Budzisk I i Budzisk II oraz obszar lasów państwowych N-ctwa Kumiałka obejmujący oddziały 1—97 ze zniesionej gromady Krasne.
1 stycznia 1972 do gromady Janów przyłączono wsie Białousy, Łubianka, Podłubianka, Ostrynka, Śoroczy Mostek, Sosnowe Bagno i Teolin ze zniesionej gromady Białousy.
Gromada przetrwała do końca 1972 roku, czyli do kolejnej reformy gminnej. Z dniem 1 stycznia 1973 roku reaktywowano gminę Janów.